# Otão, Duque de Monferrato
Otão de Saboia (em italiano: Oddone Eugenio Maria di Savoia), (11 de julho de 1846 – 22 de janeiro de 1866) foi um humanista e filantropo italiano. Era o quarto filho do rei Vítor Manuel II da Itália e da sua esposa, a arquiduquesa Adelaide da Áustria. Era príncipe de Saboia. Nascido com uma séria doença genética, desde os dois anos de idade ele apresentou sintomas severamente debilitantes (nanismo e deformidade do desenvolvimento)

## Vida
Desde o seu nascimento, o príncipe Otão foi marginalizado devido ao seu estado de saúde precário. Durante os seus breves anos de vida, ocupou-se com o estudo de arte e a aquisição de artefactos da Grécia e Roma antigas para a cidade de Génova que actualmente se encontram em exposição do Museu de Arqueologia Lígure (em italiano: Museo di Archeologia Ligure).

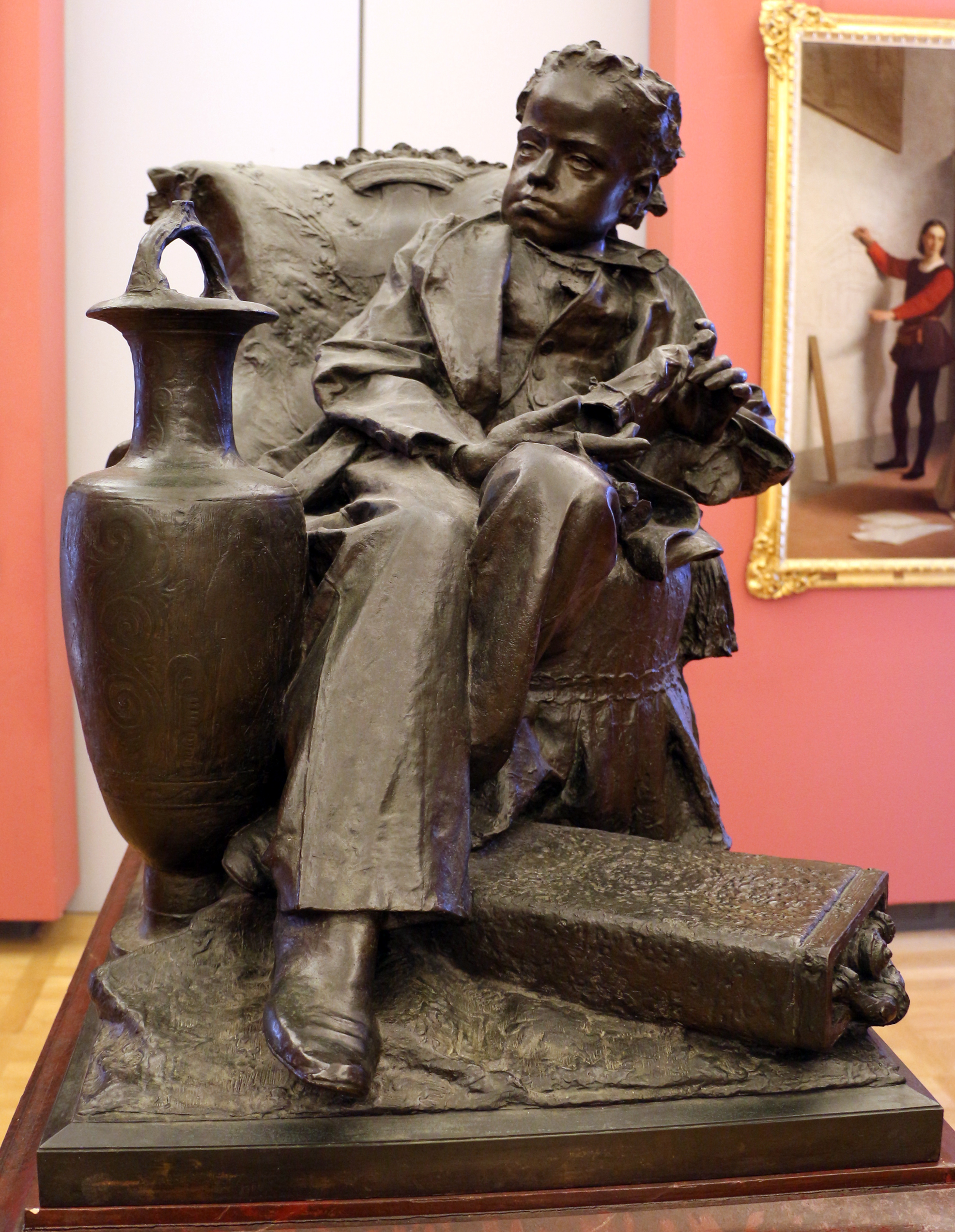
Antonio Orazio Quinzio, s.a.r. o príncipe Odone de Savoia, 1891

Outras peças que Otão coleccionou e doou encontram-na na Galeria de Arte Moderna de Génova que recebeu parte do nome em honra do príncipe. Otão passou os últimos quatro anos da sua vida em Génova, uma vez que o clima ameno desta cidade era benéfico para a sua saúde física débil.
Como intelectual, o príncipe conviveu com várias figuras culturais importantes da época como o escultor Santo Varni, que foi seu conselheiro e amigo, Tammar Luxoro e Pasquale Domenico Cambiaso. Otão morreu aos dezanove anos de idade, no Palácio Real de Génova, pouco antes da madrugada do dia 22 de janeiro de 1866.

## Genealogia
| Otão de Saboia | Pai: Vítor Emanuel II da Itália | Avô paterno: Carlos Alberto da Sardenha | Bisavô paterno: Carlos Emanuel, Príncipe de Carignano         |
| Otão de Saboia | Pai: Vítor Emanuel II da Itália | Avô paterno: Carlos Alberto da Sardenha | Bisavó paterna: Maria Cristina da Saxónia                     |
| Otão de Saboia | Pai: Vítor Emanuel II da Itália | Avó paterna: Maria Teresa da Áustria    | Bisavô paterno: Fernando III da Toscana                       |
| Otão de Saboia | Pai: Vítor Emanuel II da Itália | Avó paterna: Maria Teresa da Áustria    | Bisavó paterna: Luísa das Duas Sicílias                       |
| Otão de Saboia | Mãe: Adelaide da Áustria        | Avô materno: Rainer José da Áustria     | Bisavô materno: Leopoldo II do Sacro Império Romano-Germânico |
| Otão de Saboia | Mãe: Adelaide da Áustria        | Avô materno: Rainer José da Áustria     | Bisavó materna: Maria Luísa da Espanha                        |
| Otão de Saboia | Mãe: Adelaide da Áustria        | Avó materna: Isabel de Saboia           | Bisavô materno: Carlos Emanuel, Príncipe de Carignano         |
| Otão de Saboia | Mãe: Adelaide da Áustria        | Avó materna: Isabel de Saboia           | Bisavó materna: Maria Cristina da Saxónia                     |